# Verbivka, Horodîșce
Verbivka (în ucraineană Вербівка) este o comună în raionul Horodîșce, regiunea Cerkasî, Ucraina, formată numai din satul de reședință.

## Demografie
Componența lingvistică a comunei Verbivka
     Ucraineană (97,79%)
     Rusă (1,87%)
     Alte limbi (0,15%)
Conform recensământului din 2001, majoritatea populației comunei Verbivka era vorbitoare de ucraineană (97,79%), existând în minoritate și vorbitori de rusă (1,87%).